# Barend van der Meer

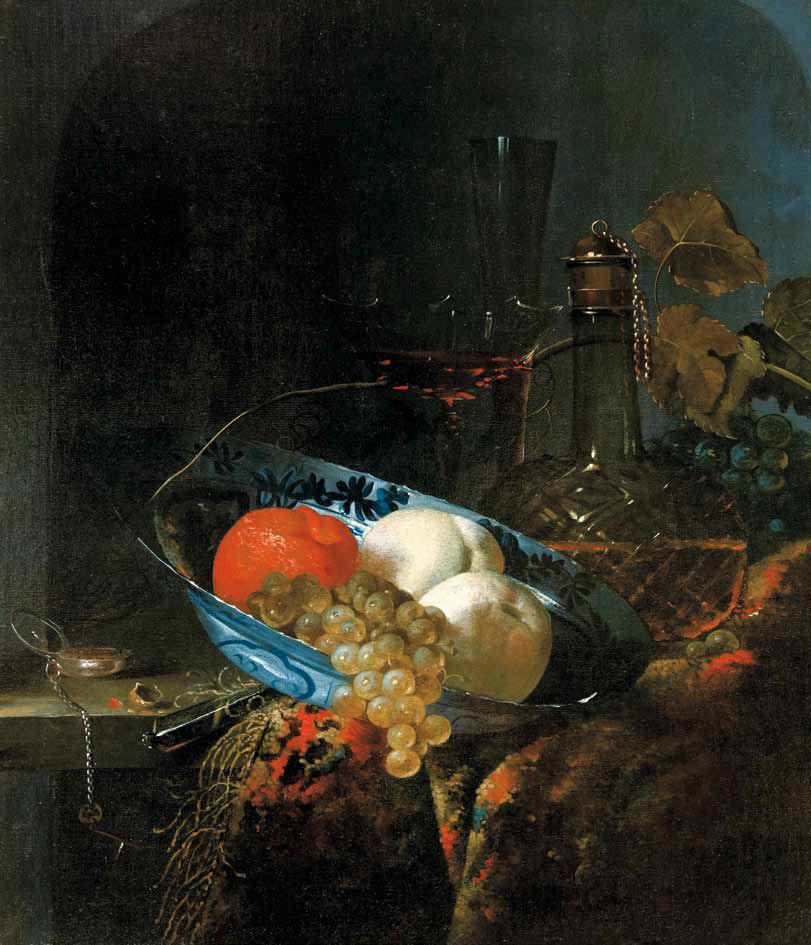
Bodegón con vaso chino, signat «BVDemeer / 16[85]», oli sobre llenç, 62,3 x 53,4 cm, Madrid, col·lecció privada.

Barend van der Meer (Haarlem, 1659 – c. 1692/1703) va ser un pintor barroc neerlandès especialitzat en natures mortes. Fill de Jan Vermeer van Haarlem, pintor de paisatges, va ser batejat a Haarlem el 20 de març de 1659. Com el seu germà Jan van der Meer II, va ser probablement aprenent del seu pare, però a diferència d'ells Barend es va inclinar a la pintura de natures mortes. El 1681 es va inscriure al gremi de Sant Lluc de Haarlem, on va romandre fins al 1683, any en què va contreure matrimoni i es va mudar a Amsterdam. Allà va residir almenys fins a 1690. A partir d'aquest any no se'n sap res més, d'ell. Només que l'any 1703 ja era mort.